# Selección femenina de fútbol de Malí
La selección femenina de fútbol de Malí es el equipo formado por jugadoras de nacionalidad maliense que representa a la Federación Maliense de Fútbol en las competiciones internacionales oficiales organizadas por la Confederación Africana de Fútbol y la FIFA. La selección nacional femenina de fútbol de Malí juega sus partidos como local en el Estadio Polideportivo Modibo Keïta de Bamako.
La selección nacional de fútbol femenina de Malí ocupa actualmente el puesto 85 en el ranking femenino de la FIFA. La selección nacional de fútbol femenina de Malí nunca se ha clasificado para la Copa Mundial Femenina de Fútbol, pero ha jugado un total de seis partidos en la Copa Africana de Naciones Femenina desde 2002.

## Historia
El fútbol es el segundo deporte femenino más popular en el país, después del baloncesto. En 2006, había 100 futbolistas registradas en el país. Las oportunidades para que los jóvenes jueguen al fútbol femenino son limitadas, ya que sólo hay cuatro equipos de fútbol femenino en el país, el fútbol femenino no está organizado en las escuelas y el fútbol mixto no está permitido.
Cuando las potencias coloniales introdujeron el fútbol en el continente, el desarrollo inicial del fútbol femenino fue limitado, ya que las potencias coloniales de la región tendían a proyectar el patriarcado y las nociones de participación de las mujeres en el deporte en sus culturas locales ya establecidas. A medida que se desarrollaban jugadoras de calidad en todo el continente, ellas se marchaban para buscar mayores oportunidades en el extranjero.

## Participaciones
| Año         | Participación |
| ----------- | ------------- |
| 1991 a 1999 | no participó  |
| 2003        | no clasificó  |
| 2007        | no participó  |
| 2011        | no clasificó  |
| 2015        | no clasificó  |
| 2019        | no clasificó  |
| 2023        | no clasificó  |